# St.-Jakobus-Kirche (Leidersbach)

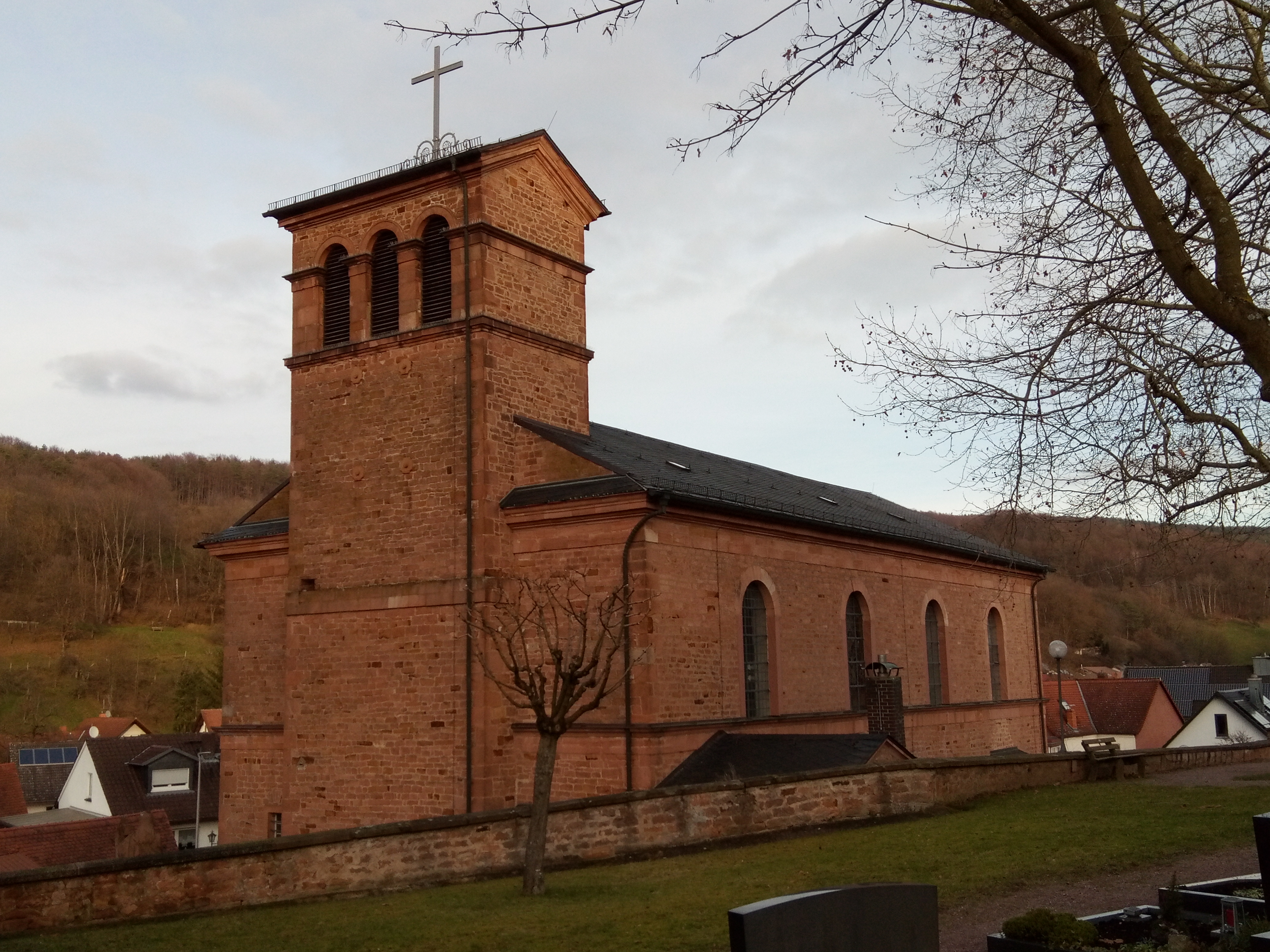
St. Jakob (Leidersbach)

Die römisch-katholische, denkmalgeschützte Kirche St. Jakob steht in Leidersbach, einer Gemeinde im Landkreis Miltenberg (Unterfranken, Bayern). Das Bauwerk ist unter der Denkmalnummer D-6-76-136-1 als Baudenkmal in der Bayerischen Denkmalliste eingetragen. Die Pfarrei Jakobus der Ältere gehört zur Pfarreiengemeinschaft Maria im Grund (Leidersbach) im Dekanat Obernburg des Bistums Würzburg.

## Beschreibung
Die klassizistische Saalkirche wurde 1819–22 nach einem Entwurf von Bernhard Morell im Rundbogenstil gebaut. Sie besteht aus einem mit einem Satteldach bedeckten Langhaus mit vier Fensterachsen und einem in das Langhaus eingestellten querrechteckigen Kirchturm, der mit einem Satteldach bedeckt ist. In seinem Erdgeschoss ist die Apsis integriert. Sein oberstes Geschoss beherbergt hinter den rundbogigen Klangarkaden den Glockenstuhl. 
Die Kirche wurde 1839 durchgreifend umgebaut. 1937/38 wurde sie erweitert. In der Fassade im Westen, die mit einem Dreiecksgiebel bedeckt ist, befindet sich zwischen zwei Nischen das Portal, das über eine Freitreppe erreicht wird.